# San José de Guaribe
San José de Guaribe é uma cidade venezuelana, capital do município de San José de Guaribe.